# Deuil-la-Barre
Deuil-La Barre redirige ici.
Pour les articles homonymes, voir Deuil (homonymie).
Deuil-la-Barre (souvent orthographiée localement Deuil-La Barre) est une commune française située dans le département du Val-d'Oise en région Île-de-France.
Deuil-la-Barre est une ville résidentielle comprenant également des vergers et un coteau boisé à proximité immédiate de Paris.
La ville est labellisée « Ville fleurie », « Ville internet » et « Bien vieillir, vivre ensemble ».

## Géographie

### Localisation et communes limitrophes
Deuil-la-Barre se situe à environ neuf kilomètres au nord des portes de Paris, à flanc de coteau de la butte-témoin portant la forêt de Montmorency.
Deuil-la-Barre est bordée par la route départementale 311 au nord, par la 928 au sud. La commune est limitrophe d’Epinay-sur-Seine (Seine-Saint-Denis), Montmorency, Groslay, Montmagny et Enghien-les-Bains dans le Val-d'Oise.
| Montmorency       |                                      | Groslay   |
|                   | Deuil-la-Barre                       | Montmagny |
| Enghien-les-Bains | Épinay-sur-Seine (Seine-Saint-Denis) |           |

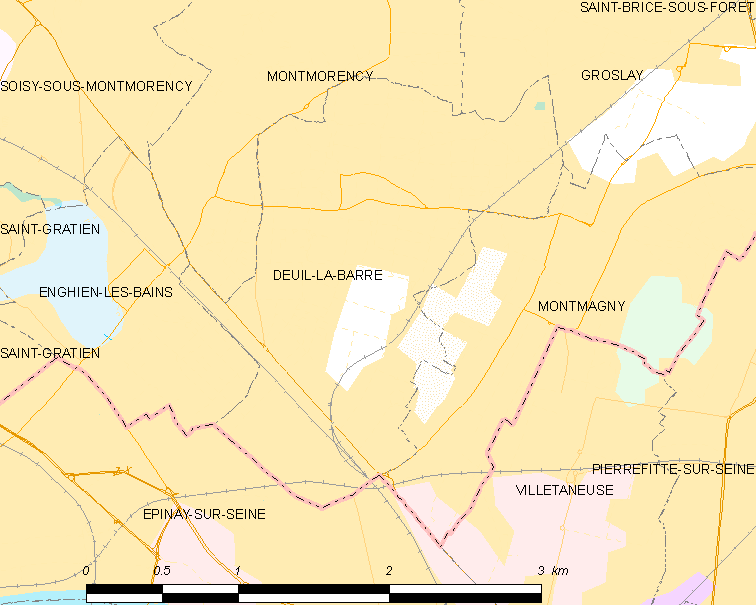
Carte de la commune.
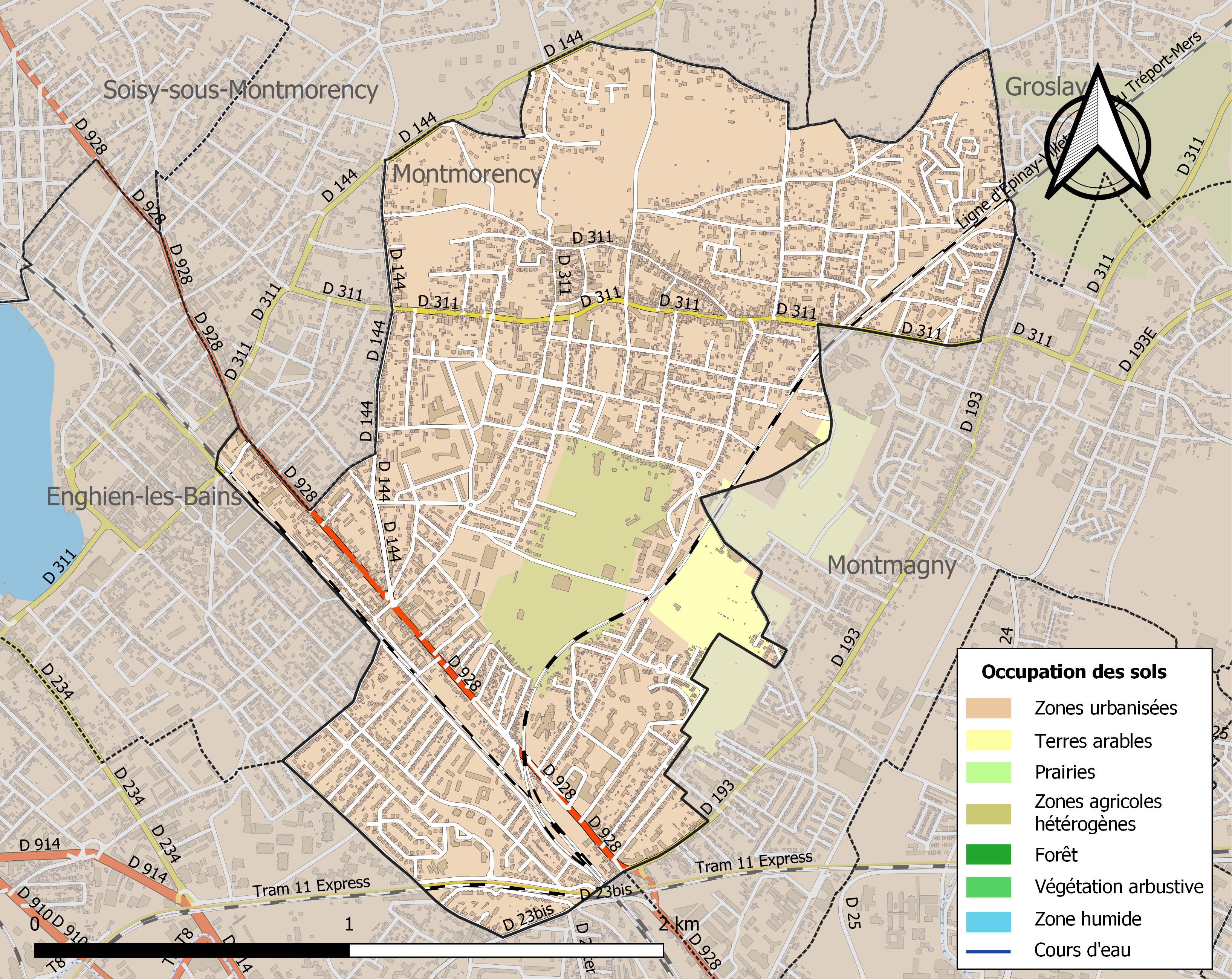
Occupation des sols.

### Voies de communication et transports

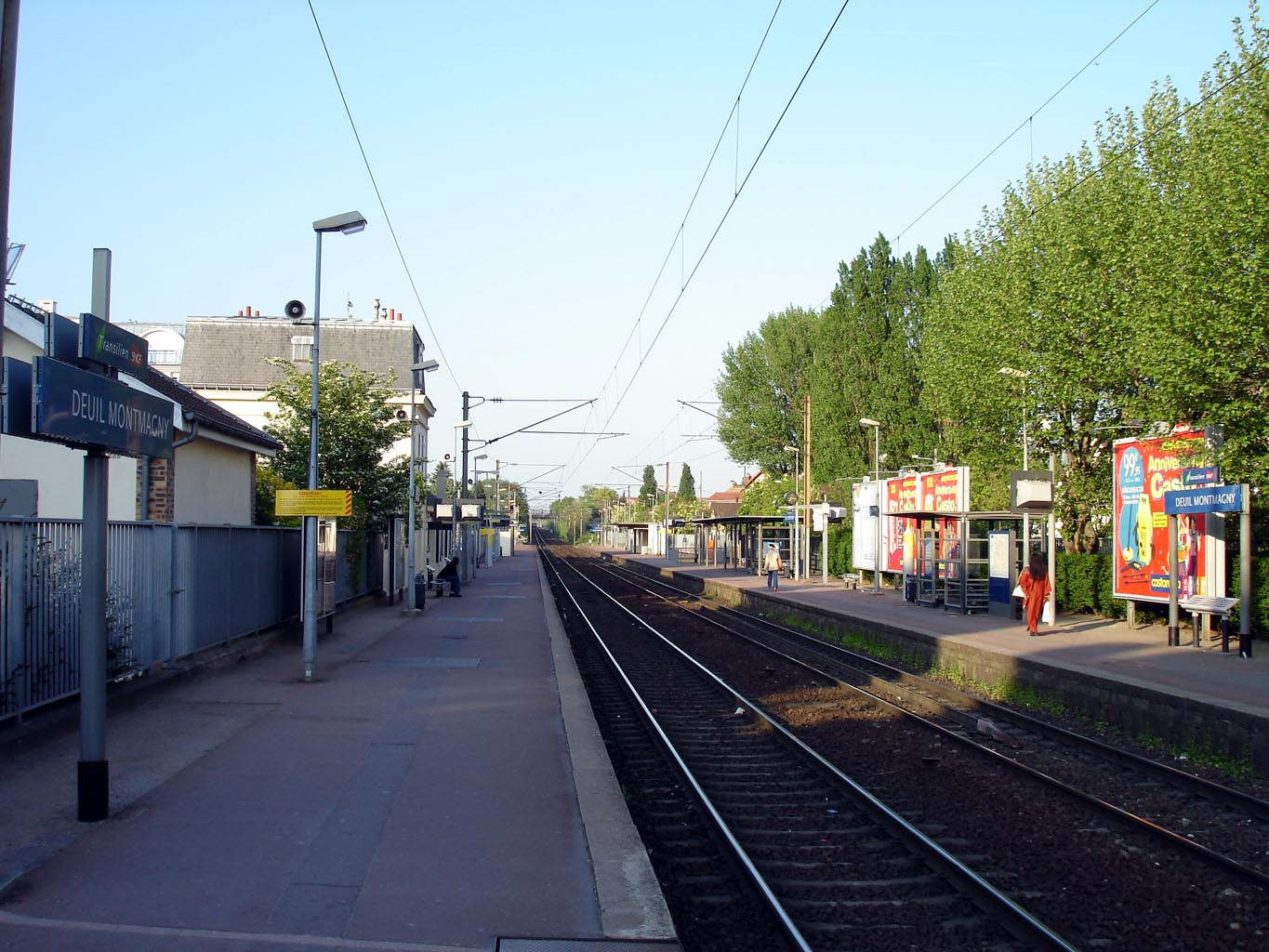
La gare de Deuil - Montmagny.

Deuil-la-Barre dispose de deux gares sur son territoire : la gare de Deuil - Montmagny de la ligne d'Épinay - Villetaneuse au Tréport - Mers, située au nord-est de la commune à la limite de Montmagny, et la gare de La Barre - Ormesson de la ligne de Saint-Denis à Dieppe, située au sud-ouest de la commune en limite d'Enghien-les-Bains.
Les deux gares sont desservies par les trains de la ligne H du réseau Transilien Paris-Nord (branches Paris-Nord — Pontoise/Persan-Beaumont et Paris-Nord — Luzarches/Persan-Beaumont via Montsoult - Maffliers). La gare de Deuil - Montmagny est desservie à raison d'un train omnibus au quart d'heure toute la journée. Le trajet entre Deuil - Montmagny et la gare du Nord dure 14 minutes. La gare de La Barre - Ormesson, quant à elle, est desservie à raison de quatre trains omnibus à l'heure pendant tout le service (sauf pendant la dernière heure où il n'y a que deux trains). Le temps de parcours est de 13 min.
Le passage à niveau de la gare de Deuil-Montmagny est tristement connu pour être le passage a niveau ayant connu le plus d'accidents en France,. Il sera supprimé en 2025.
Deuil-la-Barre est également desservie par plusieurs lignes de bus permettant de rejoindre les Portes de Paris, Enghien-les-Bains, Saint-Denis ou encore des gares du RER D et RER C :
- les lignes 1511, 1513 et 1515 du réseau de bus Valmy ;
- les lignes 256, 337 et 356 du réseau RATP.

### Climat
Pour des articles plus généraux, voir Climat de l'Île-de-France et Climat du Val-d'Oise.
En 2010, le climat de la commune est de type climat océanique dégradé des plaines du Centre et du Nord, selon une étude du CNRS s'appuyant sur une série de données couvrant la période 1971-2000. En 2020, Météo-France publie une typologie des climats de la France métropolitaine dans laquelle la commune est exposée à un climat océanique altéré et est dans la région climatique  Sud-ouest du bassin Parisien, caractérisée par une faible pluviométrie, notamment au printemps (120 à 150 mm) et un hiver froid (3,5 °C). 
Pour la période 1971-2000, la température annuelle moyenne est de 11,7 °C, avec une amplitude thermique annuelle de 15,4 °C. Le cumul annuel moyen de précipitations est de 670 mm, avec 10,4 jours de précipitations en janvier et 8 jours en juillet. Pour la période 1991-2020, la température moyenne annuelle observée sur la station météorologique la plus proche, située sur la commune de Bonneuil-en-France à 8 km à vol d'oiseau, est de 12,1 °C et le cumul annuel moyen de précipitations est de 616,3 mm,. Pour l'avenir, les paramètres climatiques de la commune estimés pour 2050 selon différents scénarios d'émission de gaz à effet de serre sont consultables sur un site dédié publié par Météo-France en novembre 2022.

## Urbanisme

### Typologie
Au 1er janvier 2024, Deuil-la-Barre est catégorisée grand centre urbain, selon la nouvelle grille communale de densité à sept niveaux définie par l'Insee en 2022.
Elle appartient à l'unité urbaine de Paris, une agglomération inter-départementale regroupant 407  communes, dont elle est une commune de la banlieue,,. Par ailleurs la commune fait partie de l'aire d'attraction de Paris, dont elle est une commune du pôle principal,. Cette aire regroupe 1 929 communes,.

### Morphologie urbaine
Deuil-la-Barre se compose de six quartiers :
- le quartier de la Côte et du centre-ville ;
- le quartier Blancport - Lac Marchais ;
- le quartier des Mortefontaines ;
- le quartier du Moutier et du stade ;
- le quartier des Presles - Hirondelles ;
- le quartier de la Galathée - trois Communes.

## Toponymie
Le lieu où se situe Deuil-la-Barre est mentionné en 862 sous l’appellation Diogilum, ainsi que Doguillum dans le cartulaire de Notre-Dame de Paris, et Diogilo dans un diplôme de Charles le Chauve et Dyoilum dans un autre ouvrage du IXe siècle. Puis Villam Dueil dans un texte de 1070.
Le toponyme a une origine celtique : il est formé des racines divo- (= dieu) et ialo- (= clairière), qui signifierait « clairière sacrée ou divine ».
Le 7 décembre 1952, la commune prend le nom de « Deuil-la-Barre » par ajout du terme « la Barre » issu du toponyme barre qui ici a le sens de « barrière » ou « clôture » en ancien français, ou le nom d'un site naturel fortifié.[réf. nécessaire]
En 2002, la commune a organisé une consultation sur un éventuel changement de nom, jugé négatif : rétablir le nom « Deuil » ou « Dueil », ou adopter un nouveau nom « Deuil-Ormesson » ou « Dueil-Ormesson » ; 71 % des votants ont répondu ne pas vouloir changer le nom.

## Histoire
L'archéologie démontre que le site était peuplé dès l'époque gallo-romaine. Le nom de la ville dérive d'un mot celte, sa forme ancienne, Diogilo, signifie clairière sacrée.
Son nom latin Dyoiluin serait mentionné dès le Ve siècle dans l'histoire de saint Eugène qui fut martyrisé à Deuil. La création du village et de son église relèvent du mystique, c'est du moins la manière dont les moines de Saint-Denis l'ont racontée, vers le IXe siècle. Le seigneur Ercolde, propriétaire de la villa Diogilo, à l'époque mérovingienne, aurait été mystérieusement averti dans son sommeil que saint Eugène, archevêque de Tolède et compagnon de saint Denis avait été martyrisé à Deuil par les Romains, et que son corps avait été jeté dans le lac. On découvrit, intact, le corps du saint, qui fut ensuite placé dans un lourd sarcophage attelé à des bœufs qu'on laissa libres de porter le corps : là où ils s'arrêtèrent fut décidée la construction de l'église. De là peut-être le nom Divoialum — clairière sacrée — à l'origine du nom de Deuil.

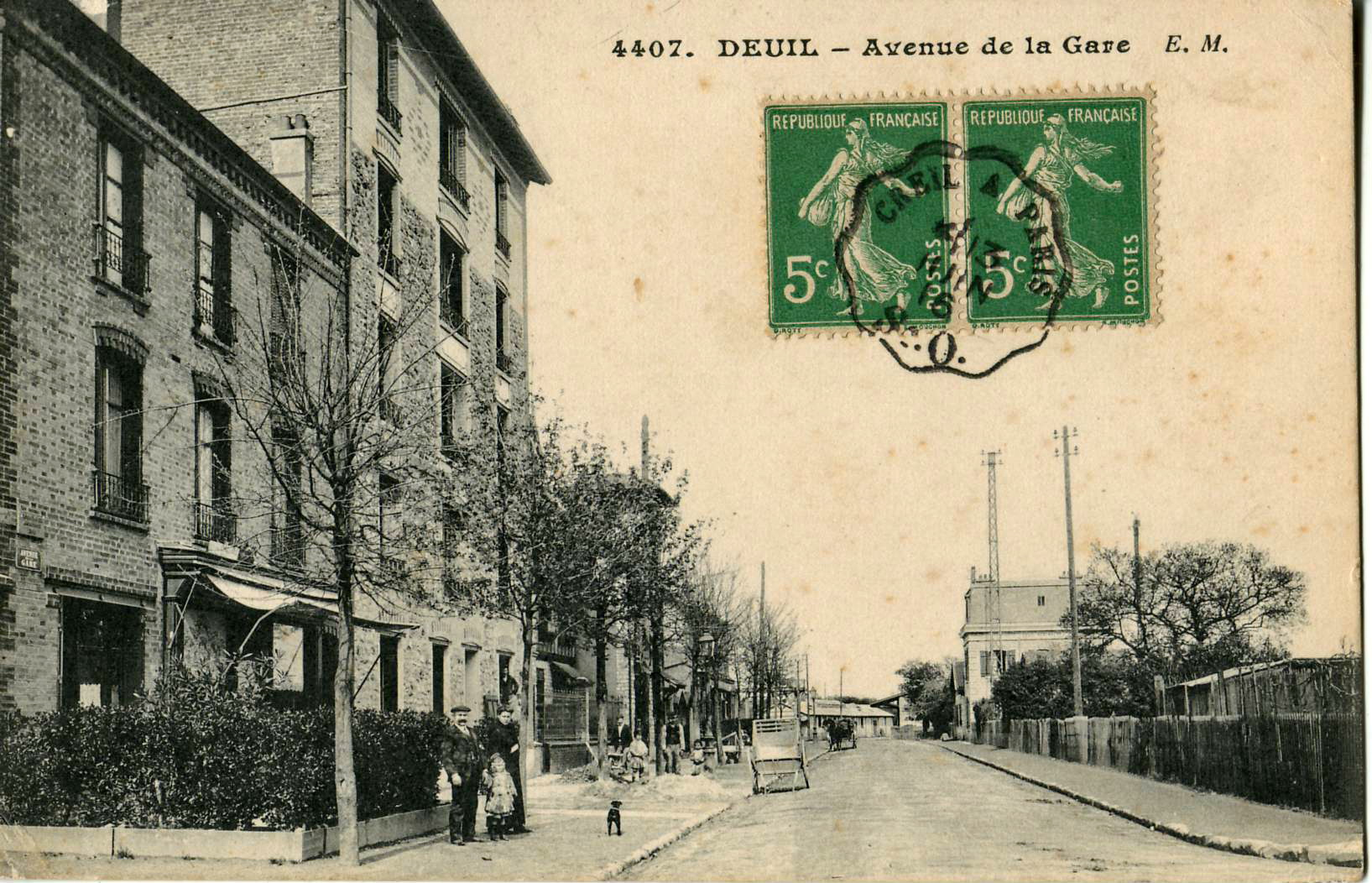
Deuil au tout début du XXe siècle.

Cette seigneurie appartenait à l'abbaye de Saint-Denis. Les deux hameaux de la Barre et d'Ormesson en dépendent. Diogilum, c’est-à-dire Deuil, a ensuite appartenu à la famille des Montmorency, fondée par Bouchard le Barbu.
Le premier seigneur de Deuil a été Hervé de Montmorency, dans la seconde moitié du XIe siècle. Pendant des siècles, Deuil-la-Barre a été un petit bourg agricole — vignoble, principalement. Avec la Révolution, la paroisse de Deuil devient une municipalité.
Durant le mois de janvier 1871, lors du siège de Paris, les Prussiens installent une batterie à Deuil pour bombarder le fort de la Briche.
Le 4 octobre 1944, un missile balistique V2 s'écrase sur l'actuelle « place des Victimes-du-V2 », détruisant un quartier et une partie de l'église, et faisant des dizaines de victimes.

## Politique et administration

### Rattachements administratifs et électoraux
Antérieurement à la loi du 10 juillet 1964, la commune faisait partie du département de Seine-et-Oise. La réorganisation de la région parisienne en 1964 fit que la commune appartient désormais au département du Val-d'Oise et à son arrondissement de Sarcelles après un transfert administratif effectif au 1er janvier 1968.
La commune faisait partie de 1793 à 1964 du canton de Montmorency, date à laquelle elle est rattachée au canton d'Enghien-les-Bains. Dans le cadre du redécoupage cantonal de 2014 en France, la commune est désormais le bureau centralisateur du canton de Deuil-la-Barre, constitué des communes Saint-Brice-sous-Forêt, Groslay, Montmagny, et Deuil-la-Barre.
Deuil-la-Barre fait partie de la juridiction d’instance de Montmorency, et de grande instance ainsi que de commerce de Pontoise,.

### Intercommunalité
Deuil-la-Barre était membre de la communauté d'agglomération de la vallée de Montmorency (CAVAM), un établissement public de coopération intercommunale (EPCI) à fiscalité propre créé en 2001 et auquel la commune a transféré un certain nombre de ses compétences, dans les conditions déterminées par le code général des collectivités territoriales.
Dans le cadre de la mise en œuvre de la loi MAPTAM du 27 janvier 2014, qui prévoit la généralisation de l'intercommunalité à l'ensemble des communes et la création d'intercommunalités de taille importante, cette intercommunalité fusionne avec sa voisine pour former, le 1er janvier 2016, la communauté d'agglomération Plaine Vallée, dont la commune est désormais membre.

### Tendances politiques et résultats
Au second tour des élections municipales et communautaires de mars 2014, la liste UDI menée par Muriel Scolan. remporte la majorité absolue des suffrages exprimés, avec 4 057 voix (55, 49 %, 28 conseillers municipaux élus dont 6 communautaires), battant largement les listes menées respectivement par, : 

- Fabrice Rizzoli (DVG, 1 636 voix, 22,31 %, 4 conseillers municipaux élus dont 1 communautaire) ;

- Jean-Claude Noyer, maire sortant (UMP, 1 622 voix, 22,18 %, 3 conseillers municipaux élus, dont 1 communautaire).

Lors de ce scrutin, 49,17 % des électeurs se sont abstenus.
Au deuxième tour des élections municipales de 2020 dans le Val-d'Oise, la liste centriste de la maire sortante Muriel Scolan remporte la majorité des suffrages exprimés, avec 1 872 voix (45,49 %, 26 conseillers municipaux élus, dont 6 communautaires), devançant les listes menées respectivement par, :

- Vincent Gayrard (écologiste, 1 539 voix, 37,39 %, 6 conseillers municipaux élus dont 1 communautaire) ;

- Jean-Marie Roy (DVD, 704 voix, 3 conseillers municipaux élus).

Lors de ce scrutin marqué par la crise de la pandémie de Covid-19 en France, 71,10 % des électeurs se sont abstenus.

### Administration municipale
Le nombre d'habitants au dernier recensement étant compris entre 20 000 et 29 999, le nombre de membres du conseil municipal est de 35.

### Liste des maires
Depuis la Libération, sept maires se sont succédé :
| Période       | Période                    | Identité              | Étiquette       | Qualité |
| ------------- | -------------------------- | --------------------- | --------------- | --- |
| 1944          | 1945                       | Maurice Petit         | PCF             | |
| 1945          | 1947                       | André Le Roy          | PCF             | |
| 1947          | 1962                       | Mathieu Chazotte      | RPF             | |
| 1962          | mars 1989                  | Henri Hatrel          | CD puis UDF-CDS | Conseiller général d'Enghien-les-Bains (1964 → 1982) |
| mars 1989     | novembre 1997              | Jean-Pierre Delalande | RPR             | Directeur de presse Député du Val-d'Oise (2e circ. puis 6e circ.) (1978 → 1981 et 1986 → 2001)) Démissionnaire |
| novembre 1997 | avril 2014,                | Jean-Claude Noyer     | RPR puis UMP    | Retraité Vice-président de la CAVAM [Quand ?] |
| avril 2014    | En cours (au 27 juin 2021) | Muriel Scolan         | UDI             | Professeure de lycée retraitée Conseillère départementale du canton de Deuil-la-Barre (2015 → ) Vice-présidente du conseil départemental du Val-d'Oise (2015 → ) Vice-présidente de la CA Plaine Vallée (2016 → ) Réélue pour le mandat 2020-2026 |

### Démocratie participative
La commune s'est dotée d'un conseil municipal des jeunes (CMJ) depuis 1996 qui étudie et propose des projets ou aménagements destinés à améliorer la vie quotidienne et se réunit une fois par mois, sous la responsabilité du maire ainsi que sous l'encadrement de conseillers municipaux. Cette instance permet également aux enfants de la ville de mettre un pied dans la vie citoyenne active.
La municipalité a mis en place en 2014 des comités de quartier renforcés, qui se réunissent environ quatre fois par an pour chaque quartier. Chaque quartier possède un élu référent. Cette instance a pour but de créer un lien entre citoyens et élus et de renforcer le dialogue et l'implication des Deuillois dans la vie de leur quartier. Les comités de quartier organisent également régulièrement des diagnostics pédestres à travers les rues de chaque quartier, rassemblant élus, services de la mairie et citoyens, afin de recenser les problèmes et pouvoir y remédier rapidement.
Un conseil communal consultatif a également été organisé en 2015 par la municipalité, rassemblant des citoyens possédant une expertise ou expérience dans tous les domaines de la vie communale, afin de travailler en lien avec le conseil municipal.
Enfin, la municipalité a également mis en place, dans un souci de démocratie locale renforcée, des cafés citoyens qui se tiennent environ deux fois par an, et permettent des ateliers débat autour de thématiques précises.

### Politique de développement durable
La commune a engagé[Quand ?] une politique de développement durable en lançant une démarche d'Agenda 21.

### Distinctions et labels
Deuil-la-Barre bénéficie du label Ville fleurie (**)[Quand ?], du label Ville internet depuis 2010; elle est également l'une des rares villes de France à recevoir en 2010 le label "Bien Vieillir - Vivre ensemble" qui note la qualité du cadre de vie.
En 2003], la commune a reçu le label « Ville Internet @@ » et @@@ en 2010.
Ce label est obtenu grâce à l'évolution du site internet municipal, qui propose aux Deuillois de nouveaux services tels que la mise en place d'une lettre d'information ou l'intégration de vidéos.

### Jumelages
Au 27 janvier 2016, Deuil-la-Barre est jumelée avec :
- Francfort - Nieder-Eschbach (Allemagne) depuis le 30 avril 1967 : rattachée à Francfort depuis 1972, cette commune a su conserver son charme et son caractère villageois[52]
- Vác (Hongrie) depuis le 15 septembre 1991 : située à 30 km au nord de Budapest sur la rive gauche du Danube, c'est une commune à l’architecture originale composée de monuments baroques de grande envergure et de petites bâtisses de province[53]
- Winsford (Cheshire) (Angleterre) depuis le 28 novembre 1992 : cette petite commune verdoyante, célèbre pour ses mines de sel, est située au sud de Manchester, dans la vallée royale[54]
- Lourinhã (Portugal) depuis le 16 janvier 2016 : située à 60 km au nord de la capitale portugaise, la ville a été fondée par un chevalier français du nom de Jordan[55].

## Population et société

### Démographie
L'évolution du nombre d'habitants est connue à travers les recensements de la population effectués dans la commune depuis 1793. Pour les communes de plus de 10 000 habitants les recensements ont lieu chaque année à la suite d'une enquête par sondage auprès d'un échantillon d'adresses représentant 8 % de leurs logements, contrairement aux autres communes qui ont un recensement réel tous les cinq ans,.

En 2022, la commune comptait 22 903 habitants, en évolution de +2,61 % par rapport à 2016 (Val-d'Oise : +4 %, France hors Mayotte : +2,11 %).
| 1793 | 1800  | 1806  | 1821  | 1831  | 1836  | 1841  | 1846  | 1851  |
| ---- | ----- | ----- | ----- | ----- | ----- | ----- | ----- | ----- |
| 998  | 1 127 | 1 162 | 1 168 | 1 287 | 1 365 | 1 419 | 1 552 | 1 401 |

| 1856  | 1861  | 1866  | 1872  | 1876  | 1881  | 1886  | 1891  | 1896  |
| ----- | ----- | ----- | ----- | ----- | ----- | ----- | ----- | ----- |
| 1 528 | 1 778 | 2 182 | 1 932 | 2 009 | 2 090 | 2 472 | 2 617 | 3 040 |

| 1901  | 1906  | 1911  | 1921  | 1926  | 1931  | 1936  | 1946  | 1954   |
| ----- | ----- | ----- | ----- | ----- | ----- | ----- | ----- | ------ |
| 3 410 | 3 704 | 4 351 | 5 257 | 6 694 | 8 069 | 9 125 | 9 338 | 10 335 |

| 1962   | 1968   | 1975   | 1982   | 1990   | 1999   | 2006   | 2011   | 2016   |
| ------ | ------ | ------ | ------ | ------ | ------ | ------ | ------ | ------ |
| 13 681 | 15 613 | 15 689 | 16 387 | 19 062 | 20 160 | 21 230 | 21 638 | 22 320 |

| 2021   | 2022   | - | - | - | - | - | - | - |
| ------ | ------ | - | - | - | - | - | - | - |
| 22 510 | 22 903 | - | - | - | - | - | - | - |

### Enseignement
Le territoire de la commune dépend de l'académie de Versailles. La ville compte seize établissements scolaires :
- sept écoles maternelles (Antoine-de-Saint-Exupéry, Gallieni, Henri-Hatrel, Jules-Ferry, Lac Marchais, Mortefontaines, Pasteur) ;
- cinq écoles primaires (Henri-Hatrel, Mortefontaines, Pasteur 1, Pasteur 2, Poincaré) ;
- deux collèges (Denis-Diderot et Émilie-du-Châtelet) ;
- un lycée (Camille-Saint-Saëns) ;
- un établissement privé catholique (Sainte-Marie).

### Équipements culturels
- L'école municipale de musique : Fondée par Maurice Cornet, elle porte aujourd'hui son nom. Avec une équipe d'enseignement d'une trentaine de personnes, elle propose une formation complète dans de nombreuses disciplines: Flûte à bec, flûte traversière, hautbois, clarinette, basson, saxophone, trompette, guitare classique, guitare électrique/guitare basse, harpe, accordéon, piano, violon, alto, violoncelle, batterie, chant lyrique, formation musicale, formation musicale « musiques actuelles ». Mais également des pratiques collectives : atelier Handchimes, musiques actuelles, Atelier Théâtre, Chorales enfant et adulte, des orchestres, Hecto Jazz Band, ensemble de guitares, musique de chambre, interventions en milieu scolaire, éveil musical petite enfance, classes à horaires aménagés de la 6e à la 3e en partenariat avec le collège Denis-Diderot situé dans la commune.
- La bibliothèque municipale est un lieu de rencontre, de travail et d'échanges ouvert à tous. Elle propose plus de 30 000 références sur tous supports, de nombreuses animations, un service d'emprunts, accès internet, photocopies et impressions… L'inscription est gratuite pour les enfants et les étudiants.
- Musée municipal : Conçu par Michel Bourlet, historien local, le musée existe depuis 1984, et se situe au sein même de l'école de musique homonyme, dont il occupe l’ancienne conciergerie du château de La Chevrette. Réaménagé en 2012, le musée présente aujourd’hui une nouvelle exposition permanente s’organisant autour de trois grands thèmes : vie religieuse, les propriétaires et hôtes illustres des grands domaines et l’évolution économique et sociologique.
- Le C2I : Cet espace est dédié aux nouvelles technologies. Lieu de formation et d'échanges ouvert à tous, il offre de nombreuses animations, des formations à destination des particuliers, expositions et séances de cinéma. Le C2i accueille tous les publics : enfants des écoles élémentaires, collégiens, lycéens, seniors (Ateliers), handicapés, particuliers, demandeurs d’emplois, associations. Il comporte 2 espaces multimédias, un espace audiovisuel ainsi qu'un espace convivial.
- Salle des Fêtes : Deuil-la-Barre dispose d'une grande salle des fêtes, rue Schaeffer, qui attire chaque année des milliers de spectateurs, et propose une programmation particulièrement large : concerts, représentations de théâtre, expositions, événements de la vie communale…

### Sports

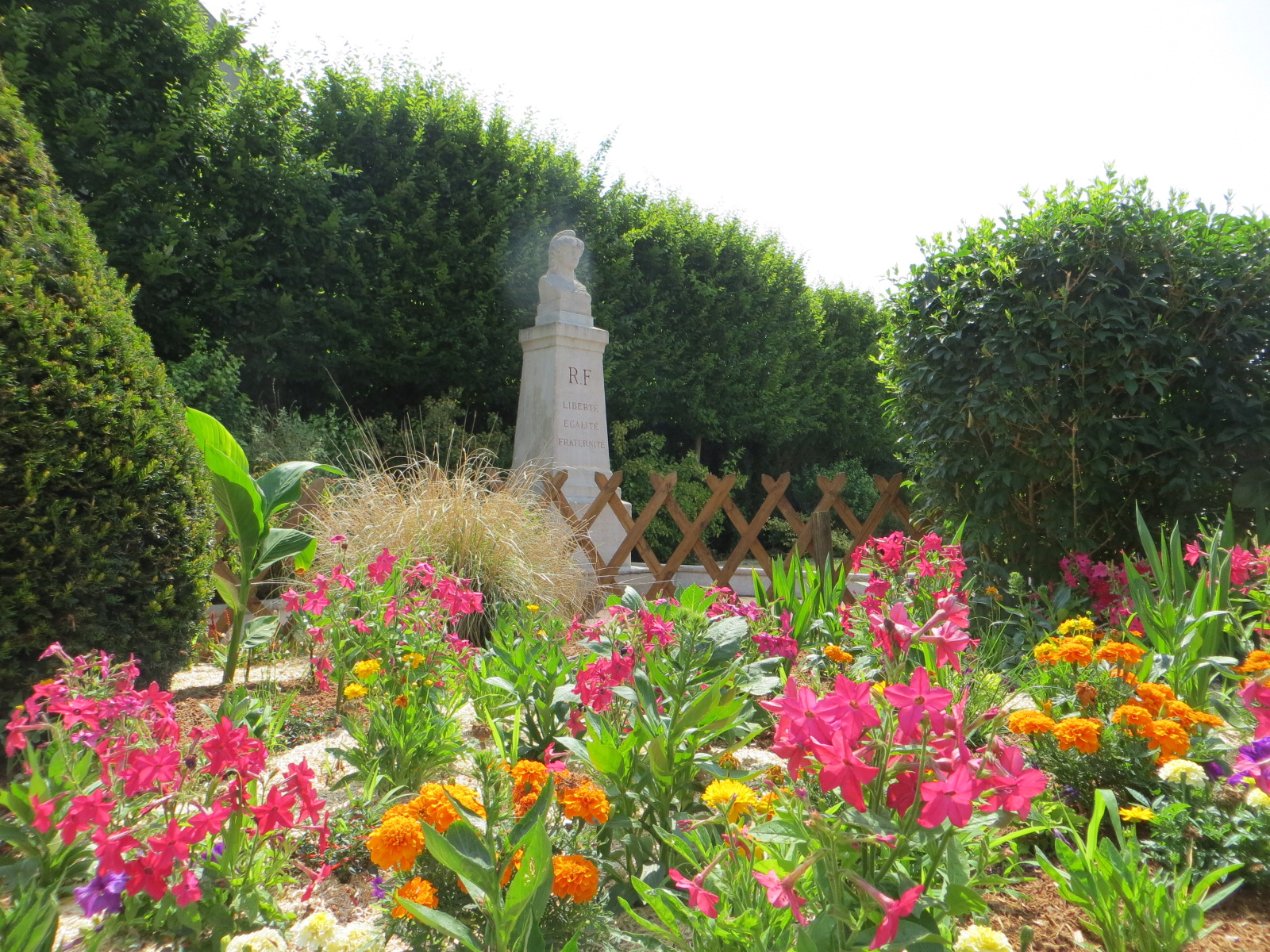
La place de la République.

Deuil-la-Barre possède de nombreuses infrastructures sportives. Des équipements communaux : une salle omnisports, un gymnase, un Dojo. Mais également intercommunaux avec un stade (deux pistes d'athlétisme dont une homologuée, deux terrains de football dont un schiste et un synthétique homologué avec tribunes), plusieurs terrains de tennis (cinq terrains en terre-battue, deux en quick, deux en résine), un centre nautique situé sur le territoire de la ville voisine de Montmorency possédant un espace forme, ainsi qu'un deuxième situé sur le territoire de la ville de Soisy-sous-Montmorency (un bassin sportif de huit lignes d'eau, bassin d'initiation et d'activité, bassin loisirs) possédant également un espace forme, une piste de roller/skate et un terrain de basket.
La ville possède également une patinoire, fermée de puis septembre 2017 en raison de problèmes de sécurité.
Du loisir à la compétition de haut niveau, la ville dispose de nombreux clubs sportifs, grâce à une vie sportive et associative très active : clubs d'athlétisme (l'ESME-US Deuil où notamment était licenciée la sprinteuse Chantal Réga), de tennis, de handball, de basket, de pétanque, de boules lyonnaises, de golf, de budokan, de football, de patinage artistique.

### Petite enfance
Plusieurs infrastructures sont mises au service des parents et de leurs très jeunes enfants : la maison de la petite enfance (multi-accueil, relais assistantes maternelles, crèche collective, lieu d'accueil des parents…), un centre de PMI (protection maternelle et infantile), ainsi qu'une micro-crèche mise en place par la municipalité depuis 2015. La ville accompagne par de nombreux dispositifs les parents de jeunes enfants dans leurs démarches, notamment pour trouver des assistantes maternelles, place en crèche ou baby-sitter.

### Santé
La commune compte une cinquantaine de professionnels de la santé, généralistes ou spécialisés (ophtalmologie, chirurgie dentaire, kinésithérapie, ostéopathie, podologie, laboratoires, pharmacie, orthophonistes…), et dispose d’un centre d'imagerie médicale.

### Sécurité
La ville dispose d'un poste de police municipale.
Une caserne de CRS est également installée sur le territoire de la commune.

### Lieux de cultes
La ville compte plusieurs lieux de cultes :
- culte catholique : église Notre-Dame et église Saint-Louis dans le secteur paroissial d'Enghien du diocèse de Pontoise[63] ;
- culte protestant : église évangélique de Deuil-la-Barre[64] ;
- culte orthodoxe : église copte orthodoxe Saint-Moïse-le-Noir-et-Saint-Samuel-le-Confesseur[65].

## Économie
Deuil-la-Barre possède une zone d'activité commerciale (ZAC) : la ZAC du Moutier, comptant une vingtaine d'entreprises et un pôle de radiologie de pointe.

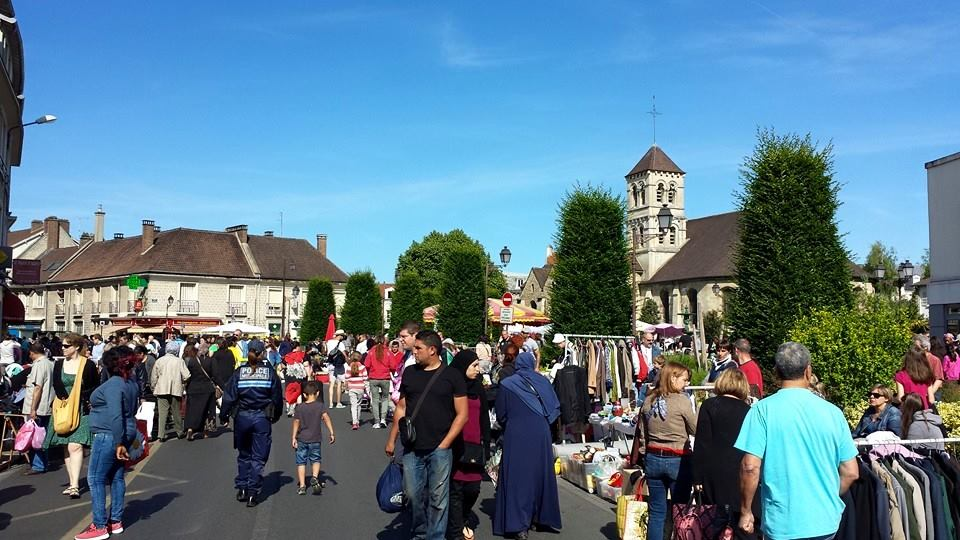
Brocante.

Il existe par ailleurs sur le territoire de la ville un marché couvert aux Mortefontaines, ouvert les mardi, jeudi et samedi matin. Par ailleurs, de nombreux commerces offrent de nombreux services aux Deuillois, dont 2 supermarchés, des commerces de restauration, coiffeur, boulangerie traditionnelle, caviste, retoucherie, opticiens, plusieurs boucheries, des entreprises d'aide à la personne, de domiciliation d'entreprise…
Enfin, un marché de Noël, ainsi qu'un marché de la Nature (à l'occasion de la Fête de la nature) sont organisés chaque année, de même que plusieurs brocantes et vide-greniers.

## Culture locale et patrimoine

### Lieux et monuments
La commune compte un monument classé monument historique :
- L'église Notre-Dame-et-Saint-Eugène de Deuil-la-Barre (église Notre-Dame anciennement Saint-Eugène) a été classée monument historique par arrêté du 4 octobre 1962[67]. Elle fut érigée aux XIe et XIIe siècles, à l'emplacement d'un édifice antérieur, probablement d'époque mérovingienne, détruit par les Normands. D'importants travaux furent effectués au XIIIe siècle : l'église romane fut remaniée, et un chœur gothique en hémicycle avec déambulatoire bâti vers 1220 à l'emplacement du chœur roman. La voûte d'ogives de la première travée fut détruite et remplacée au XVIIe siècle par une voûte en berceau. Une nouvelle campagne de travaux eut lieu au XIXe siècle, avec des fausses voûtes gothiques en brique et des peintures sur certains bas-reliefs dénaturant partiellement l'édifice. L'église fut gravement endommagée le 4 octobre 1944 par la chute d'un V2, puis restaurée entre 1949 et 1955. Les baies du chœur ont des arcs en anse de panier depuis, et les murs sont dépourvues de contreforts autour de l'hémicycle. Les autres baies de l'église sont plein cintre.

L'édifice présente un plan quelque peu irrégulier : la quatrième et cinquième travée du bas-côté sud sont plus larges et présentent des façades avec pignon, à l'instar du transept. La première et en partie la deuxième travée du bas-côté nord manquent, leur emplacement étant occupé par une maison. Le croisillon nord du transept est plus court que le bras sud et non saillant. Finalement, le clocher roman de deux étages s'élève sur la première travée du collatéral sud du chœur gothique. À l'intérieur, la nef romane et ses bas-côtés sont couverts par des plafonds de bois. L'église possède une importante série de chapiteaux historiés romans datant du XIIe siècle, ; l'autel moderne, en pierre de Bourgogne, contient une relique de saint Eugène, un crucifix et des candélabres de Jean Lambert-Rucki ; les vitraux modernes furent réalisés par Gaudin. Des fouilles archéologiques ont mis au jour des sarcophages mérovingiens en plâtre à proximité de l'église.
La cloche en bronze, datée de 1758, est « classée » à l'inventaire des monuments historiques au titre des objets par arrêté du 27 avril 1944.
On peut également signaler :
- La grille du château de La Chevrette, rue du Château : la demeure de Madame d'Épinay a été détruite en 1786. Il n'en subsiste dans un petit parc public que la conciergerie du XVIIe siècle ainsi que la grille d'entrée encadrée de piliers ornés de consoles renversées[69].
- Conciergerie du château de La Chevrette, rue Jean-Bouin : édifiée entre 1757 et 1759, elle abrite depuis le 26 mai 1984 le musée d'histoire locale qui expose des objets trouvés lors de fouilles archéologiques dans la ville, le reliquaire de saint Eugène (1761), réalisé par l'abbé Martin, curé de Deuil au XVIIIe siècle, la châsse de saint Eugène (1868), portée lors des processions jusqu'en 1895, ou encore le buste du docteur Martin, surnommé par les villageois « le médecin des pauvres » car il ne faisait pas payer les consultations aux plus modestes. Le premier étage du bâtiment accueille l'école municipale de[69].
- Le château Thibault-de-Soisy, 13-17 rue Haute : ce petit château du XVIIe siècle avec son toit mansardé s'élève à l'emplacement d'un château seigneurial attesté dès le XIVe siècle. Le nom de Thibault de Soisy, guerrier réputé et seigneur le plus important du village en 1442, reste attaché à la propriété. En 1773, cette dernière est rachetée par Marie-Élisabeth de Talleyrand-Périgord (1713-1788), grand-mère de Talleyrand. Le 31 janvier 1790, le château est le lieu de l'élection du premier maire de la commune, Jean-François Rivière. À partir de 1848, le domaine est morcelé, puis au XXe siècle le château divisé en appartements. C'est le dernier château à subsister sur le territoire de la commune. L'ancien parc conserve encore une galerie gothique flamboyante de trois arcades, flanquée d'une minuscule salle ronde servant de reposoir. La datation et les origines de ce petit édifice sont incertaines[69].
- La Tourelle, boulevard de Montmorency : pastiche de tour médiévale crénelée accompagnée d'une tourelle d'escalier, c'est une fantaisie architecturale du XIXe siècle affichant le style troubadour[69].
- Le monument aux victimes du V2, ayant fait des ravages à Deuil-la-Barre durant la Seconde Guerre mondiale, avec notamment la destruction partielle de l'église.
- Le lac Marchais, ruelle du Lac-Marchais, est un petit étang situé à proximité de Groslay permettant notamment la pêche. Il fut sans doute au cœur d'un culte païen à l'époque gauloise.

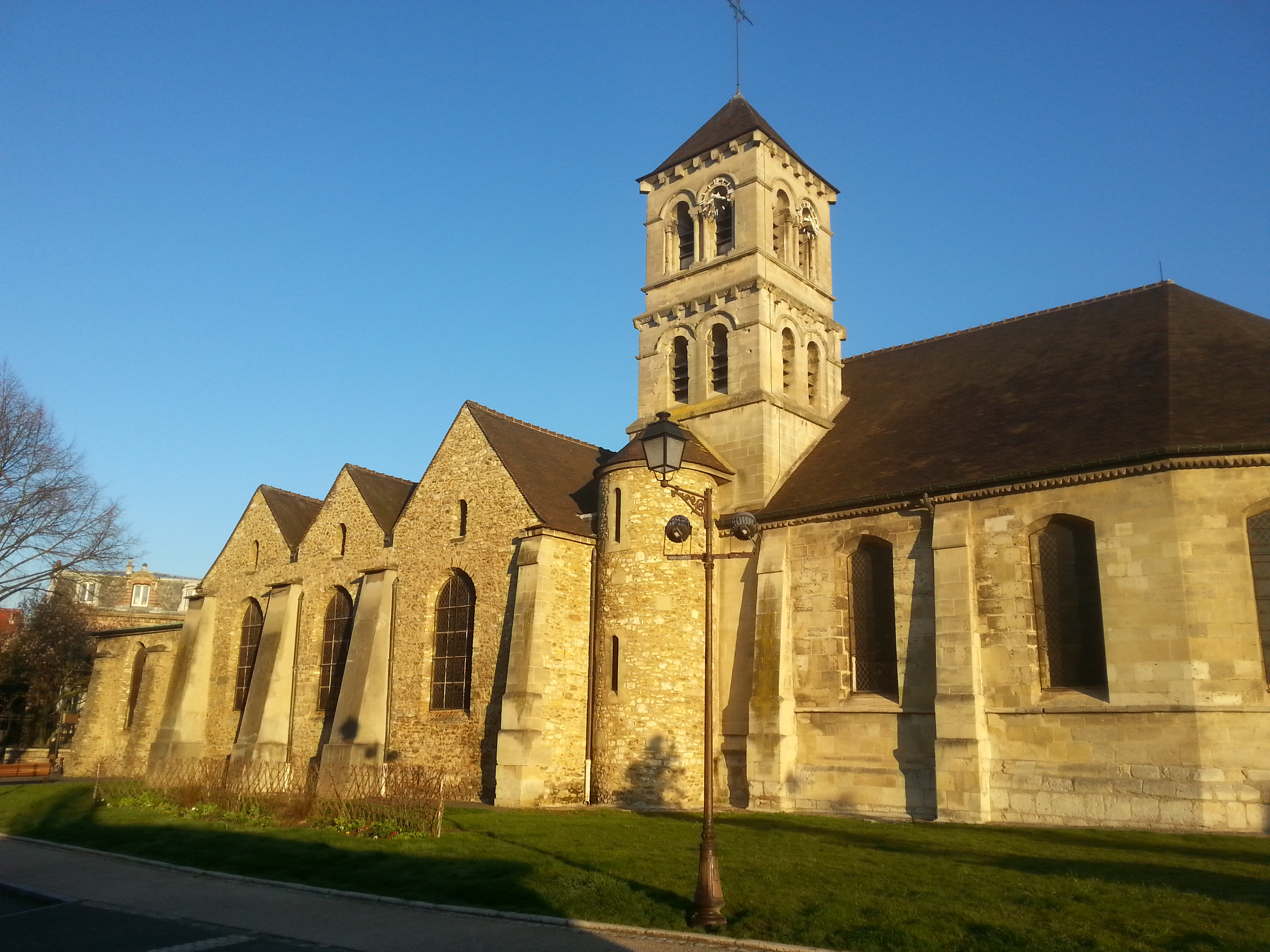
L'église Notre-Dame
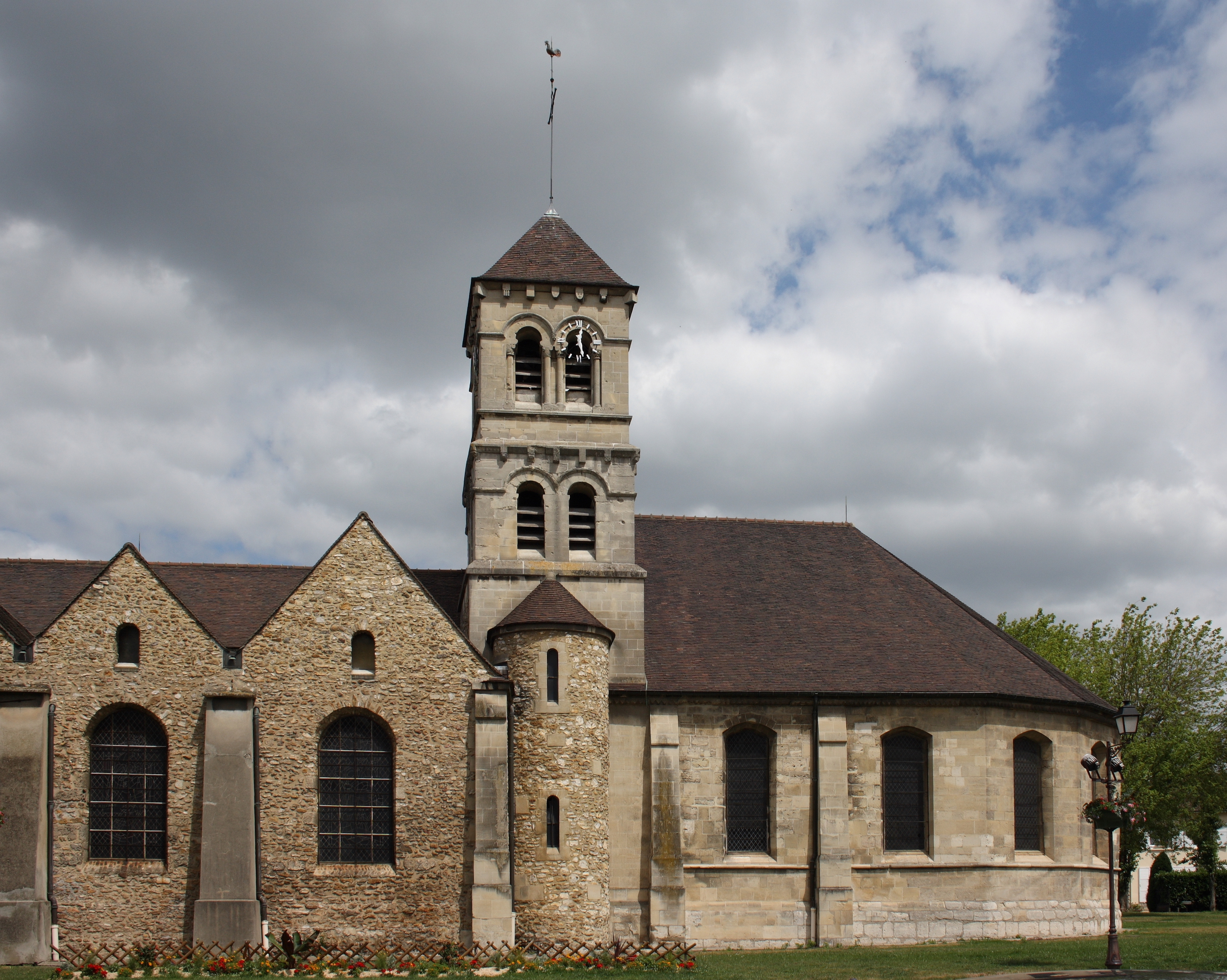
Élévation sud de l'église.
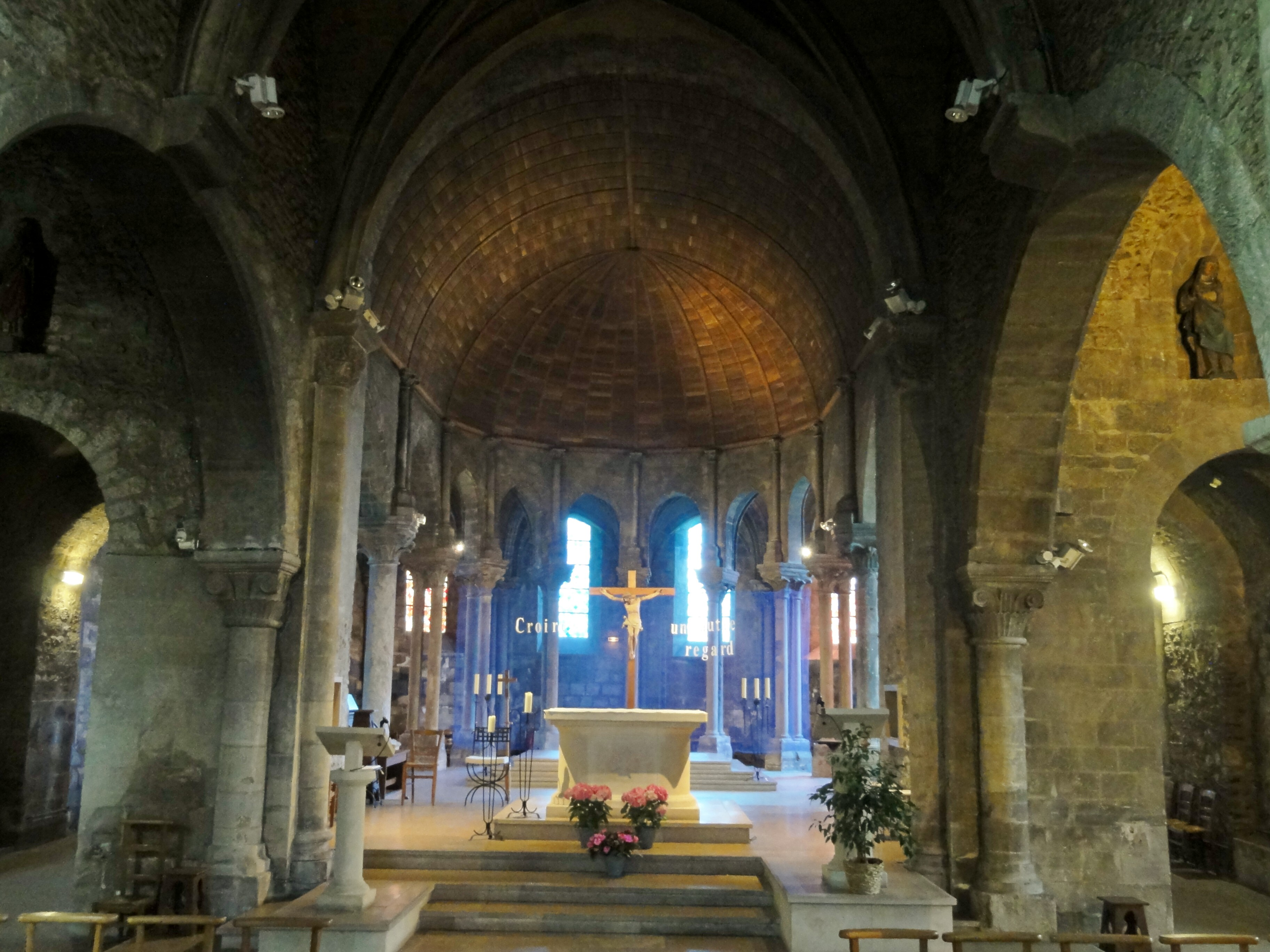
Le chœur.
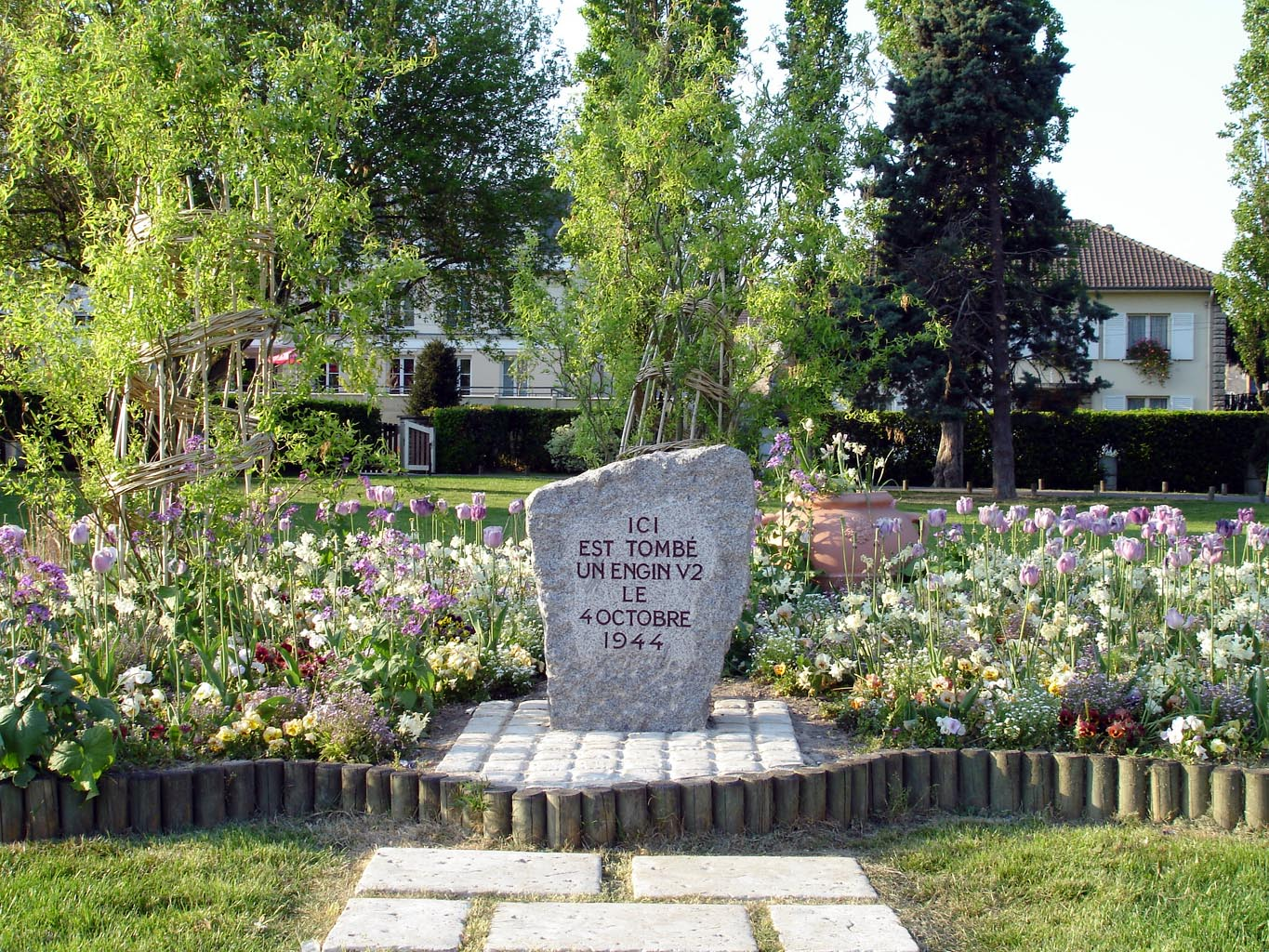
Monument aux victimes du V2.
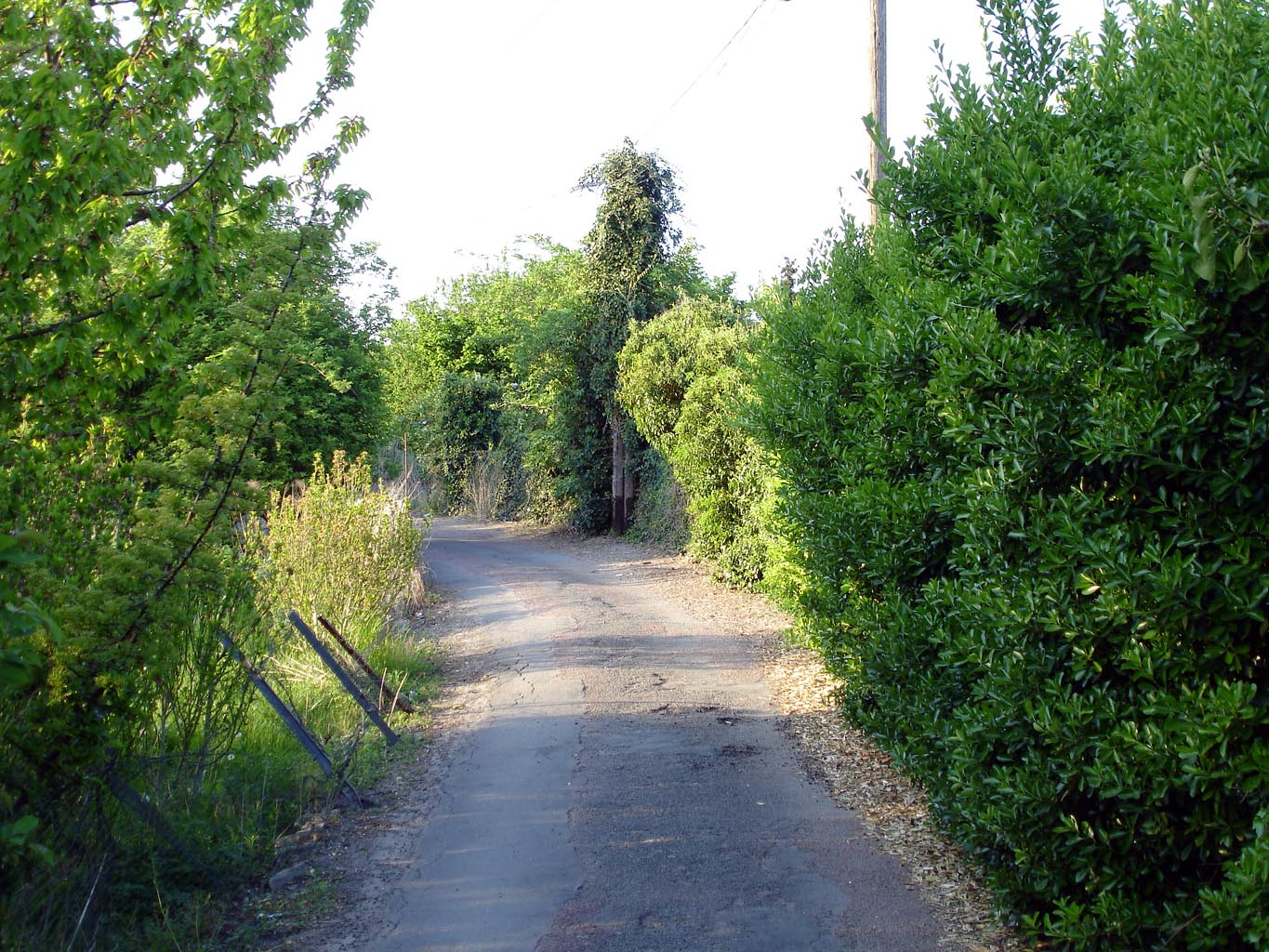
Deuil conserve des zones non urbanisées.

### Personnalités liées à la commune

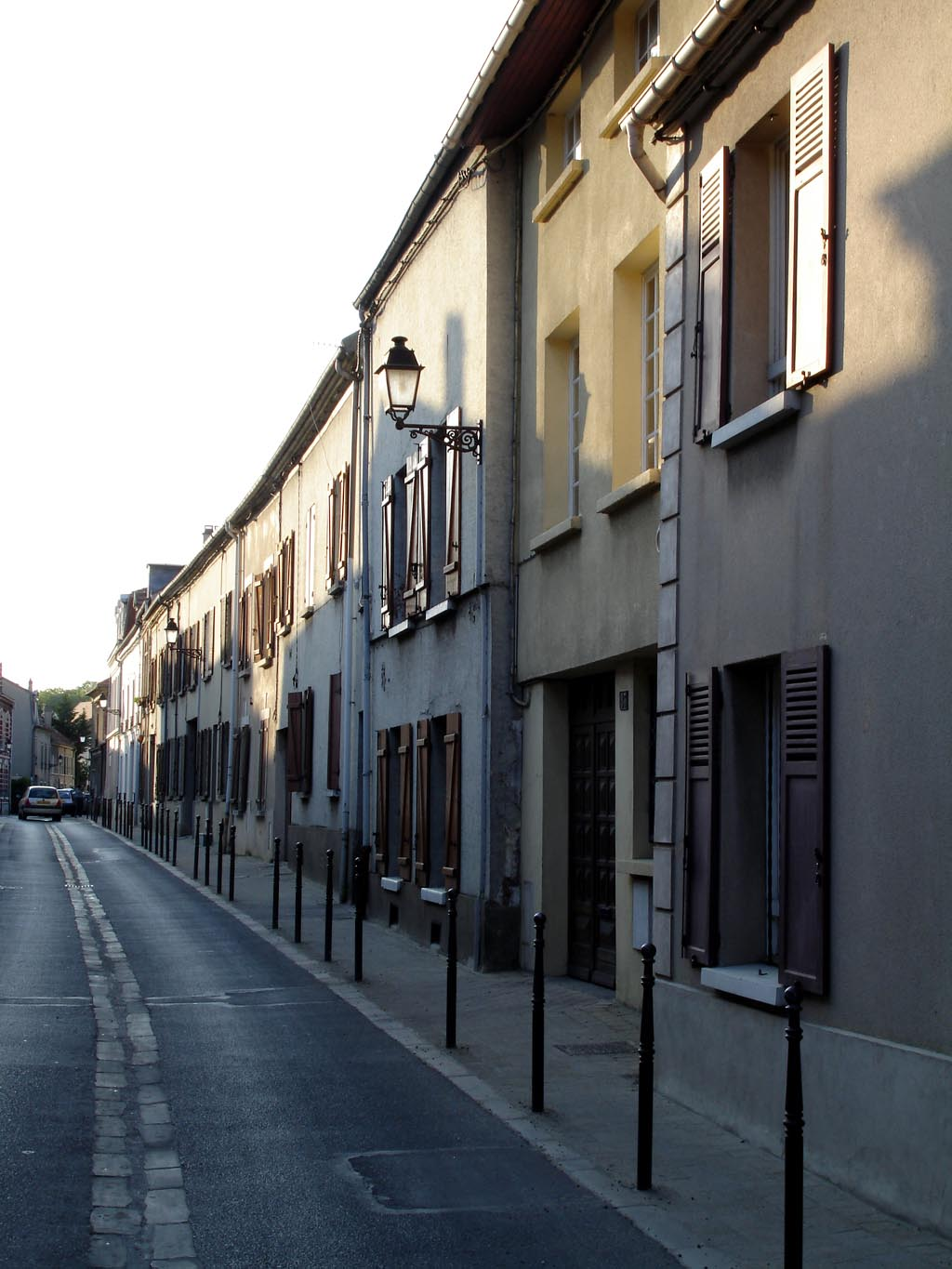
La rue Haute.

- Richard Bohringer (1942), acteur, réalisateur, chanteur et écrivain et sa fille Romane (1973), actrice, y ont vécu.
- Robert-Aglaé Cauchoix (1776-1845), opticien, est mort à Deuil.
- Pascal Brunner (1963-2015), imitateur, animateur de télévision et de radio, comédien. [lien avec la commune ?]
- Eudes de Deuil (1110-1162), moine bénédictin, né à Deuil.
- Denis Diderot (1713-1784) a fréquenté le salon de Madame d'Epinay à « La Chevrette »[71]
- Pierre Duteurtre dit « Dut » (1911-1989), dessinateur de bandes dessinées et un peintre, né à Deuil-la-Barre.
- Louise d'Epinay (1726-1783), femme de lettres. Elle tenait salon au château de La Chevrette.
- Saturnin Fabre (1884-1961), acteur, a vécu à Deuil.
- Natacha Polony (1975), journaliste et essayiste, y a passé son enfance et son adolescence.
- Jean-Jacques Rousseau (1712-1778) a fréquenté le salon de Madame d'Epinay à « La Chevrette »[71]
- Robert Roynette (1922-2016), résistant, peintre et décorateur, auteur d'une fresque dans l'église.
- André Rabier (1927-1944), étudiant, résistant FFI, torturé puis fusillé par l'occupant nazi à Montmorency le 26 août 1944, il est enterré à Deuil et une rue de la ville porte son nom[72].
- Chantal Réga (1955), athlète spécialiste du sprint, licenciée au ESME-US Deuil.
- Auteurs interprètes du groupe de rap Sniper Blacko (1979), Tunisiano (1979) et Aketo (1980).
- Christophe Willem (1983), chanteur, auteur et compositeur. A grandi à Deuil-la-Barre.

### Héraldique
| Armes de Deuil-la-Barre | Blasonnement : D'or à la croix de gueules cantonnée de douze alérions d'azur ordonnés 2 et 2, au franc-quartier d'hermine |